# Solon Springs (thị trấn), Wisconsin
Solon Springs là một thị trấn thuộc quận Douglas, tiểu bang Wisconsin, Hoa Kỳ. Năm 2010, dân số của thị trấn này là 863 người.